# Хоакін (Техас)
Хоакін (англ. Joaquin) — місто (англ. city) в США, в окрузі Шелбі штату Техас. Населення — 734 особи (2020).

## Географія
Хоакін розташований за координатами 31°57′56″ пн. ш. 94°2′54″ зх. д. / 31.96556° пн. ш. 94.04833° зх. д. (31.965579, -94.048368).  За даними Бюро перепису населення США в 2010 році місто мало площу 6,07 км², з яких 6,05 км² — суходіл та 0,01 км² — водойми.

## Демографія
Згідно з переписом 2010 року, у місті мешкали 824 особи в 337 домогосподарствах у складі 233 родин. Густота населення становила 136 осіб/км².  Було 391 помешкання (64/км²).
Расовий склад населення:
| - 76,7 % — білих - 15,4 % — чорних або афроамериканців - 1,0 % — корінних американців - 5,1 % — осіб інших рас |

До двох чи більше рас належало 1,8 %. Частка іспаномовних становила 10,6 % від усіх жителів.
За віковим діапазоном населення розподілялося таким чином: 27,9 % — особи молодші 18 років, 57,3 % — особи у віці 18—64 років, 14,8 % — особи у віці 65 років та старші. Медіана віку мешканця становила 35,8 року. На 100 осіб жіночої статі у місті припадало 106,0 чоловіків;  на 100 жінок у віці від 18 років та старших — 95,4 чоловіків також старших 18 років.
Середній дохід на одне домашнє господарство  становив 49 319 доларів США (медіана — 35 089), а середній дохід на одну сім'ю — 56 836 доларів (медіана — 43 750). Медіана доходів становила 39 643 долари для чоловіків та 22 443 долари для жінок. За межею бідності перебувало 19,3 % осіб, у тому числі 25,1 % дітей у віці до 18 років та 17,8 % осіб у віці 65 років та старших.
Цивільне працевлаштоване населення становило 414 осіб. Основні галузі зайнятості: освіта, охорона здоров'я та соціальна допомога — 28,5 %, виробництво — 19,8 %, сільське господарство, лісництво, риболовля — 15,7 %.